# Аргамаков, Алексей Михайлович
Алексей Михайлович Аргамаков (1711—1757) — первый директор Московского университета, один из зачинателей московского масонства; пасынок графа А. А. Матвеева.

## Биография
Сын участника военных походов Петра I стольника Михаила Михайловича Аргамакова и его жены Анастасии Ермиловны (ум. 1756; девичья фамилия неизвестна), которая в 1720 году стала третьей женой графа А. А. Матвеева.
Определённый отчимом в лейб-гвардии Преображенский полк, он прослужил там до 20-летнего возраста, достигнув чина гвардии капитана.
В 1731 году уехал за границу, чтобы получить образование, учился в Женевской академии; изучал французский язык и слушал лекции по математике, юриспруденции, анатомии, хирургии. После учёбы путешествовал по Европе: был в Германии, Англии, Италии, Франции и Голландии. Вернувшись в Россию в 1735 году, просил императрицу Анну Иоанновну определить его на службу, но из-за здоровья вплоть до 1741 года нигде не служил.
В 1741 году президент Коммерц-коллегии барон К. Л. Менгден определил Аргамакова на Путивльскую суконную фабрику. Но с приходом к власти императрицы Елизаветы Петровны Менгден был арестован и Аргамаков остался без службы; подал прошение о зачислении его на службу в Коллегию иностранных дел, но принят туда не был. В течение шести лет Аргамаков был «не у дел». В это время он женился и жил с семьёй в Санкт-Петербурге, в собственном доме на Васильевском острове.
Наконец, 2 августа 1748 года он поступил на службу в Мануфактур-коллегию, получив чин коллежского советника. В его обязанности входило осуществление контроля над деятельностью фабрик и мануфактур. В 1754 году он также вошёл в состав Комиссии по пересмотру законов.
В середине 50-х годов XVIII века императрица Елизавета Петровна решила устроить своеобразную ревизию-реорганизацию деятельности всех учреждений Российской империи и Алексею Аргамакову было поручено проверить работу и состояние дел в Мастерской и Оружейной палатах московского Кремля. Проведя тщательную проверку, Аргамаков обратился в Сенат с донесением, что требуется срочно составить новую опись оружейной палаты и регулярно приводить её в порядок. В своих «Шести пунктах» он, в частности, предлагал построить новое здание, чтобы превратить Оружейную палату в «достойное русской славы хранилище древних драгоценных и куриозных вещей».
По замечанию историка С. М. Соловьёва, проект составленный Аргамаковым, «делает ему честь и может объяснить, почему он был назначен директором Московского университета». Утверждение в должности директора Московского университета императрицей Елизаветой Петровной по представлению И. И. Шувалова состоялось 12 января 1755 года, одновременно с подписанием проекта об учреждении Московского университета — Аргамаков стал первым директором Московского университета. По воспоминаниям современников, он был неутомимым посредником между университетом и проживавшим в Петербурге куратором Шуваловым. При Аргамакове:
- была открыта университетская гимназия
- открылась университетская типография (25.4.1756), где началось издание газеты «Московские ведомости»;
- прошло первое заседание университетской Конференции (16.10.1756);
- было положено начало созданию университетской библиотеки, для которой Аргамаков ходатайствовал перед Академией наук по поводу комплектования библиотечного фонда;
- получена коллекция минералов от горнопромышленника Н. А. Демидова, ставшая основой университетского минералогического кабинета, и заложившая традицию благотворительности в пользу университета и всего российского образования и науки;
- приобретено оборудование для университетского физического кабинета;

На своём посту Аргамаков проявлял просвещённые взгляды, дал вольную нескольким своим крепостным с целью впоследствии ввести их в качестве учащихся либо служащих в состав университета. В то же время в первые годы для быстрого увеличения доходов университета Аргамаков отдавал средства из его казны в долг под проценты, без должной отчётности, что после его скоропостижной кончины, стало причиной финансового кризиса университета.
Во время одной из поездок в Петербург по университетским делам Алексей Аргамаков заболел и в январе 1757 года скоропостижно скончался (15 января в Сенат поступило «прошение коллежского советника и директора Московского университета А. М. Аргамакова» с жалобой на племянника Михаила Фёдоровича Аргамакова). Был похоронен на Лазаревском кладбище Александро-Невской лавры, по сообщению Петербургского некрополя, 25 января. В дальнейшем могила Аргамакова была утрачена, но в 2005 году, к 250-летнему юбилею Московского университета, на стене ограды кладбища была установлена мраморная мемориальная доска, где дата погребения была указана как дата смерти Аргамакова.
После себя Аргамаков оставил большие долги и запутанную историю с отпуском на волю своих дворовых людей.

## Семья
Жена — Ирина Яковлевна Васильева, дочь подпрапорщика Московского драгунского полка Якова Саввича Васильева. В браке с 1742 по 1754 годы родила семерых детей — четырёх сыновей и трёх дочерей: Петр (1742— ?), Екатерина (1744— ?), Александр (1747— ?), Наталья (1749— ?), Алексей (175. — ?), Михаил (175.— ?), Варвара (1754— ?).
Родственник Александра Николаевича Радищева. (Вскоре после открытия Московского университета, около 1756 года, отец повёз Александра в Москву, в дом дяди по матери (родной брат которого, А. М. Аргамаков, был в 1755—1757 годах директором университета).)